# Goggia microlepidota
Espèce
Synonymes
- Phyllodactylus microlepidotus Fitzsimons, 1939

Statut de conservation UICN

 LC  : Préoccupation mineure
Goggia microlepidota est une espèce de geckos de la famille des Gekkonidae.

## Répartition
Cette espèce est endémique du Cap-Occidental en Afrique du Sud.

## Publication originale
- Fitzsimons, 1939 : Descriptions of some new species and subspecies of lizards from South Africa. Annals of the Transvaal Museum, vol. 20, n. 1, p. 5-16.